# Most Załęski w Rzeszowie
Most Załęski w Rzeszowie − most przez rzekę Wisłok w Rzeszowie, łączący staromiejską ulicę gen. St. Maczka z załęską ulicą Ciepłowniczą.
Most Załęski wybudowany został w 1992 roku. Wychodzi on od ulicy gen. St. Maczka, i przez długie lata kończył się w polach i uprawach rolnych. Dopiero od kilku lat jest on przejezdny i prowadzi do ulicy Ciepłowniczej.